# Chazelles-sur-Lavieu
Chazelles-sur-Lavieu là một xã trong tỉnh Loire miền trung nước Pháp.